# Manuel Ballester Boix
Manuel Ballester Boix (Barcelona 1919 - íd. 2005) fou un químic català.

## Biografia
Nascut el 27 de juny de 1919 a Barcelona estudià química a la Universitat de Barcelona llicenciant-se l'any 1944, ampliant els seus estudis a la Universitat nord-americana de Harvard entre 1949 i 1951.
Durant la seva infància, s'educà al centre d'ensenyament Institut Escola de Barcelona i després de la seva llicenciatura, es va doctorar en ciències, la qual cosa va fer possible que dediqués la seva vida a la investigació quimicoorgànica.
El mateix any de contraure matrimoni amb Montserrat Rodés Garriga, es traslladà a ampliar els seus coneixements científics a la Universitat Harvard, entre 1949 i 1951. Més tard (1961-1962), va tornar als Estats Units, establint-se a Dayton (Ohio) amb cinc dels sis fills que va tenir finalment.
Membre del Consell Superior d'Investigacions Científiques (CSIC) des de 1944, fou nomenat investigador en cap del "Patronat Juan de la Cierva" entre 1971 i 1985. Així mateix fou professor convidat en nombroses universitats d'arreu del món, i treballà pel departament de defensa del govern dels Estats Units.
La seva tasca científica s'ha centrat en la Química orgànica, especialment en la cinètica i el mecanisme de condensacions orgàniques, en la síntesi i reaccions de compostos aromàtics clorats, i en l'estudi dels radicals lliures, anions i cations del carboni trivalent, reflectida en nombroses publicacions científiques de difusió mundial i en diversos guardons espanyols i estrangers que li han estat atorgats.
La seva aportació principal a la química percloroorgànica va culminar amb el descobriment d'un potent agent de cloració, l'any 1954. Més tard, el 1964 va descobrir els Radicals Lliures Inerts, una classe de compostos de carboni trivalent d'estabilitat excepcional, que va obrir un nou camp en la química orgànica.
El 1982 fou guardonat amb el Premi Príncep d'Astúries d'Investigació Científica i Tècnica i va estar nomenat al Premi Nobel de Química onze vegades.
Va morir a Barcelona el 6 d'abril de 2005.